# 巴拉那州宪兵
巴拉那州宪兵（葡萄牙语：Polícia Militar do Paraná）（PMPR）是巴西军队的後备及辅助部队，同时也是巴西公共安全及社会保障系统的一部分。其成员成称为Military's States。
巴拉那州宪兵的主要任务是在巴拉那州维护社会秩序方面进行简单的预防性治安管理。

## 历史
1854年8月10日，巴拉那州宪兵被作为散兵单位创制，名为警卫队（the Police Force），规模相当于一个连。它的创建源于巴西帝国在紧急情况下对于加强陆军部队的需要。巴西共和国成立后,根据巴西宪法成为区域性的武装力量。
巴拉那州宪兵参与了一系列的军事活动：
- 三国同盟战争（又称巴拉圭战争）
- 联邦主义革命（Federalist Revolution）
- 回应战争（Contestado War）
- 1924年起义
- 1930年革命
- 1932年革命

直到1946年二战结束热图利奥·瓦加斯的独裁政府被推翻，巴西一直笼罩在国家团结的危险境地之内。因而宪兵自当时开始形成如今的配置，成为隶属于州的一类宪兵。

## 历史名称
- 1854年——警卫队（the Police Force）[3]
- 1874年——警卫团（Police Corps）[4]
- 1891年——宪兵团（Military Police Corps）[5]
- 1892年——保安团（Security Regiment）[6]
- 1917年——军事部隊（Military Force）[7]
- 1932年——公共部隊（Public Force）[8]
- 1939年——警察队（Police Force）[9]
- 1946年——宪兵（Military Police）[10]

## 组织
巴拉那州宪兵以营、连或排的形式组织运作；行政上分各个部门。宪兵营驻扎在主要城区中心，旗下的连与排根据人口密度驻扎于各个城市地区。巴拉那州的所有城市目前均有巴拉那州宪兵设驻。

### 宪兵营
各单位驻扎城市：

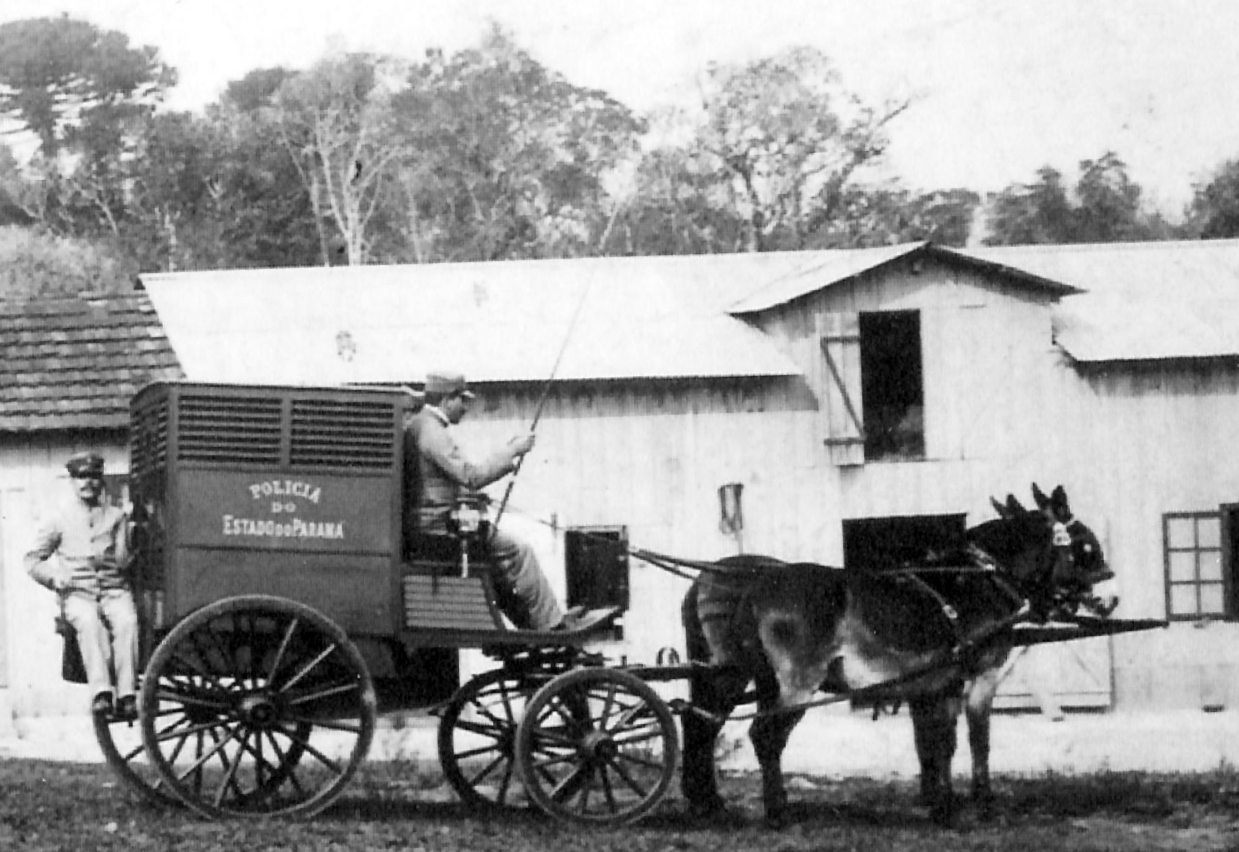

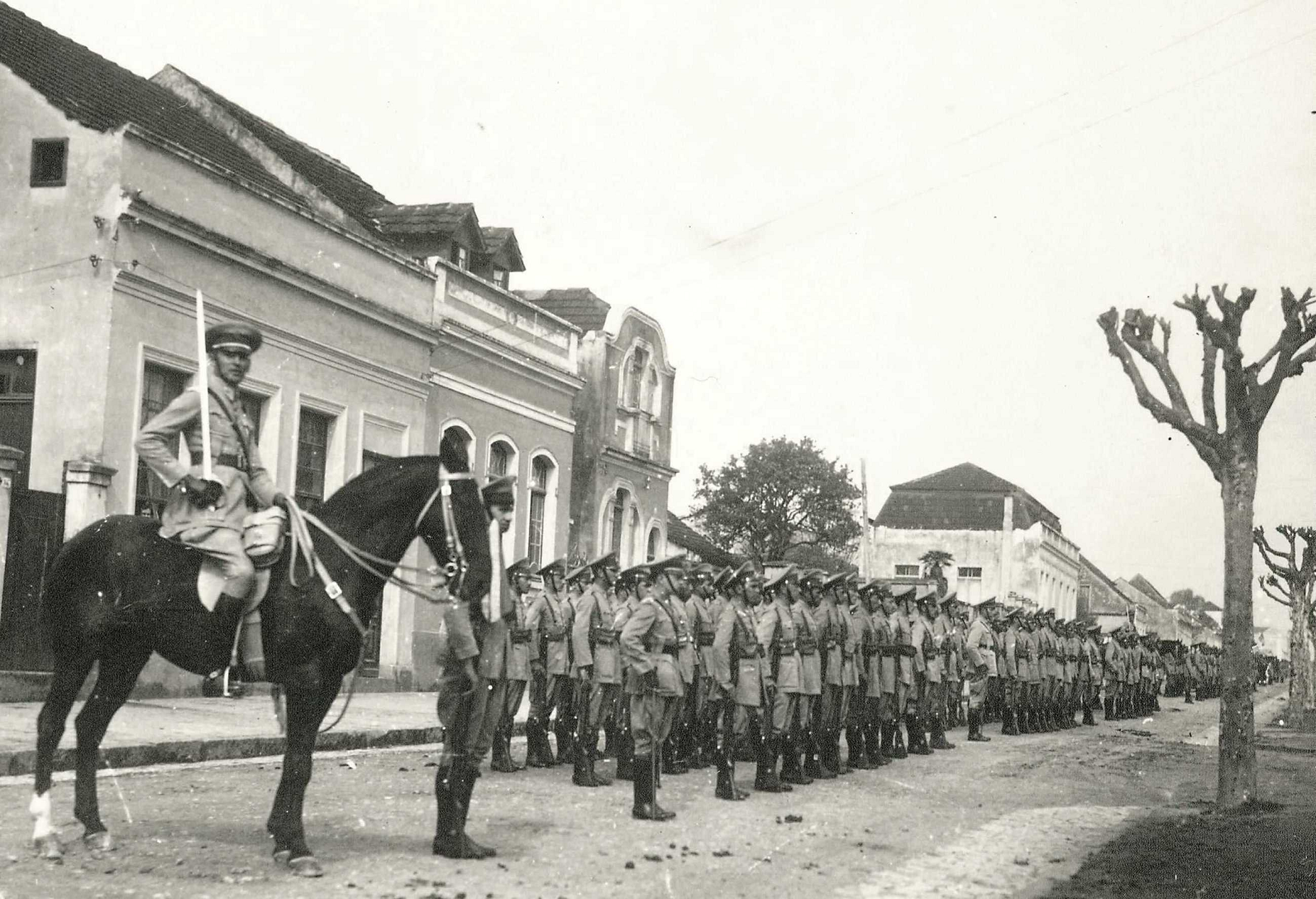
1938年，巴西独立下的巴拉那州

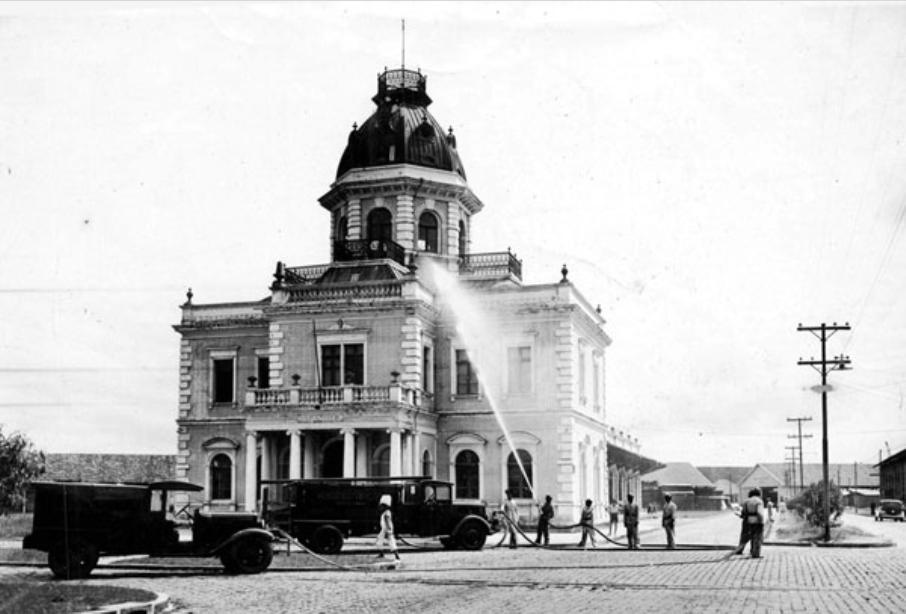
消防队

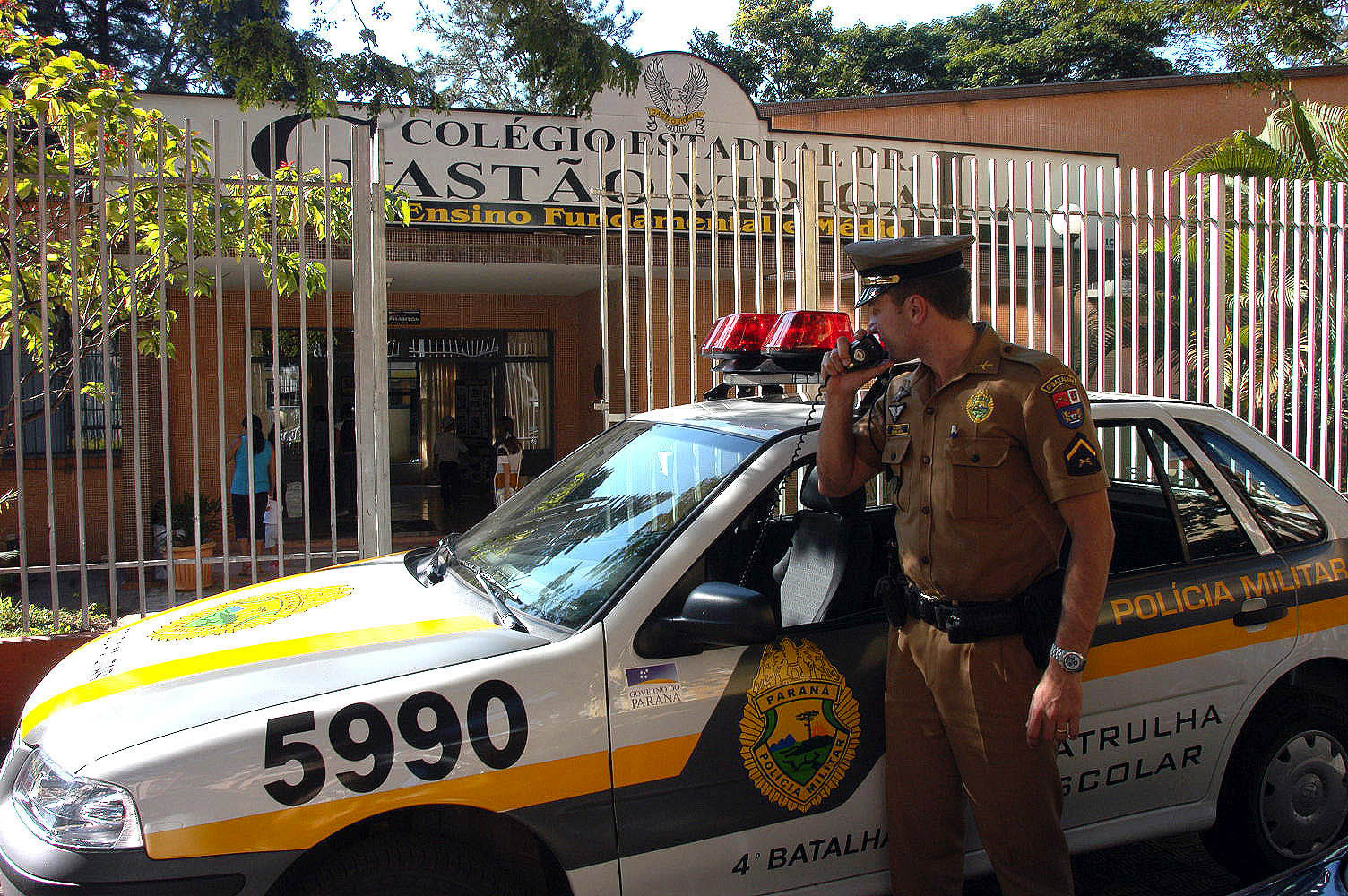
巴拉那州公路巡逻宪兵

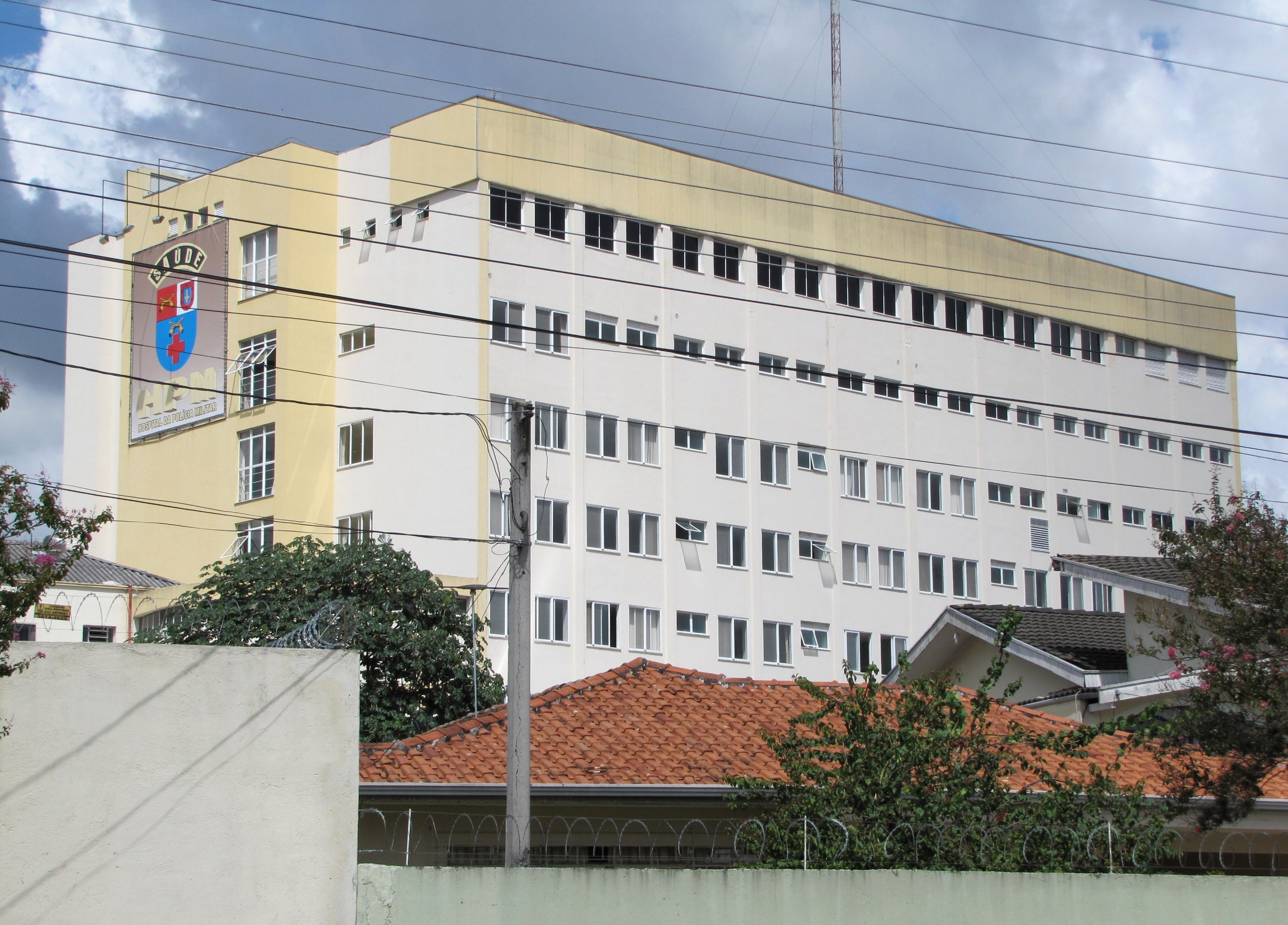
巴拉那州宪兵医院

- 第一营——蓬塔格罗萨（Ponta Grossa）
- 第二营——雅卡雷济纽（Jacarezinho）
- 第三营——帕托布兰科（Pato Branco）
- 第四营——马林加（Maringá）
- 第五营——隆德里纳（Londrina）
- 第六营——卡斯卡韦尔（Cascavel）
- 第七营——西克鲁赛罗（Cruzeiro do Oeste）
- 第八营——巴拉那瓦伊（Paranavaí）
- 第九营——巴拉那瓜（Paranaguá）
- 第十营——阿普卡拉纳（Apucarana）
- 第十一营——坎普莫朗（Campo Mourão）
- 第十二营——库里蒂巴（Curitiba）
- 第十三营——库里蒂巴（Curitiba）
- 第十四营——伊瓜苏（Foz do Iguaçu）
- 第十五营——罗兰迪亚（Rolândia）
- 第十六营——瓜拉普阿瓦（Guarapuava）
- 第十七营——圣若泽杜斯皮尼艾斯（São José dos Pinhais）
- 第十八营——科内利乌-普罗科皮乌（Cornélio Procópio）
- 第十九营——托莱多（Toledo）
- 第二十营——库里蒂巴（Curitiba）
- 第二一营——贝尔德朗（Francisco Beltrão)
- 第二二营——哥伦布（Colombo）
- 第二三营——库里蒂巴（Curitiba）
- 第二四营——坎迪多·龍東（Marechal Cândido Rondon)

- 第一独立连——拉帕（Lapa）
- 第二独立连——乌尼昂-达维多利亚（União da Vitória）
- 第三独立连——特莱马库博尔巴（Telêmaco Borba）
- 第四独立连——隆德里纳（Londrina）
- 第五独立连——夏諾特（Cianorte）
- 第六独立连——伊瓦伊波朗（Ivaiporã）
- 第七独立连——阿拉蓬加（Arapongas）
- 第八独立连——伊拉蒂（Irati）

### 特殊单位
- 骑警团
- 城市交通管理营
- 公路巡逻营
- 监狱保安营
- 环境保护营
- 学校巡逻营

- 安全警察独立连
- 防暴连
- 港口警察独立连

### 行政管理
- 医疗部门

- 宪兵医院
- 兽医中心

- 教育部门

- 宪兵学院
- 宪兵学校

- 后勤保障中心
- 人事部门
- 财政部门

## 消防队
这支隶属于巴拉那州宪兵的消防队于1912年创立，其军事化的属性类似于法国消防队（Sapeurs-pompiers）。其主要服务于主要城市的消防任务，而在小城镇，消防主要靠小分队的志愿消防员。
- 第一队——库里蒂巴（Curitiba）

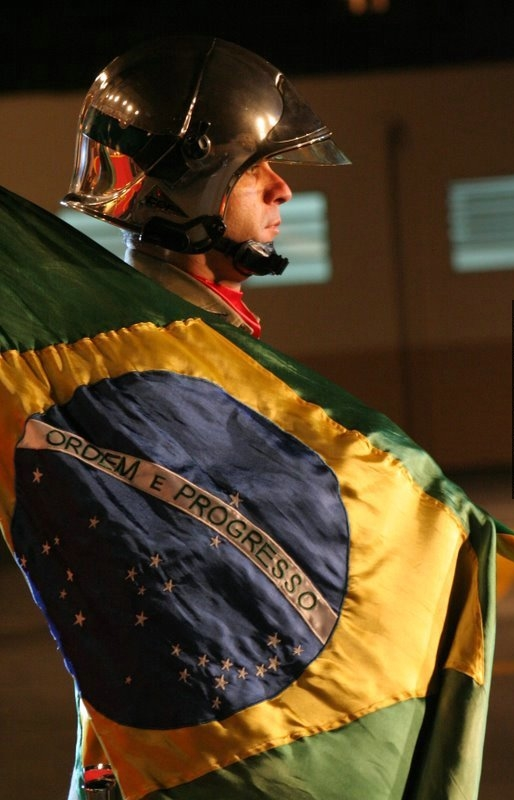

- 第二队——蓬塔格罗萨（Ponta Grossa）
- 第三队——隆德里纳（Londrina）
- 第四队——卡斯卡韦尔（Cascavel）
- 第五队——马林加（Maringá）
- 第六队——圣若泽杜斯皮尼艾斯（São José dos Pinhais）
- 第七队——库里蒂巴（Curitiba）
- 第八队——巴拉那瓜（Paranaguá）
- 第九队——伊瓜苏（Foz do Iguaçu）
- 第一独立队——伊瓦伊波朗（Ivaiporã）
- 第二独立队——帕托布兰科（Pato Branco）
- 第三独立队——贝尔德朗（Francisco Beltrão)
- 第四独立队——阿普卡拉纳（Apucarana）
- 第五独立队——瓜拉普阿瓦（Guarapuava）
- 第六独立队——乌穆阿拉马（Umuarama）
- 教育训练中心——皮拉夸拉（Piraquara）

### 消防車

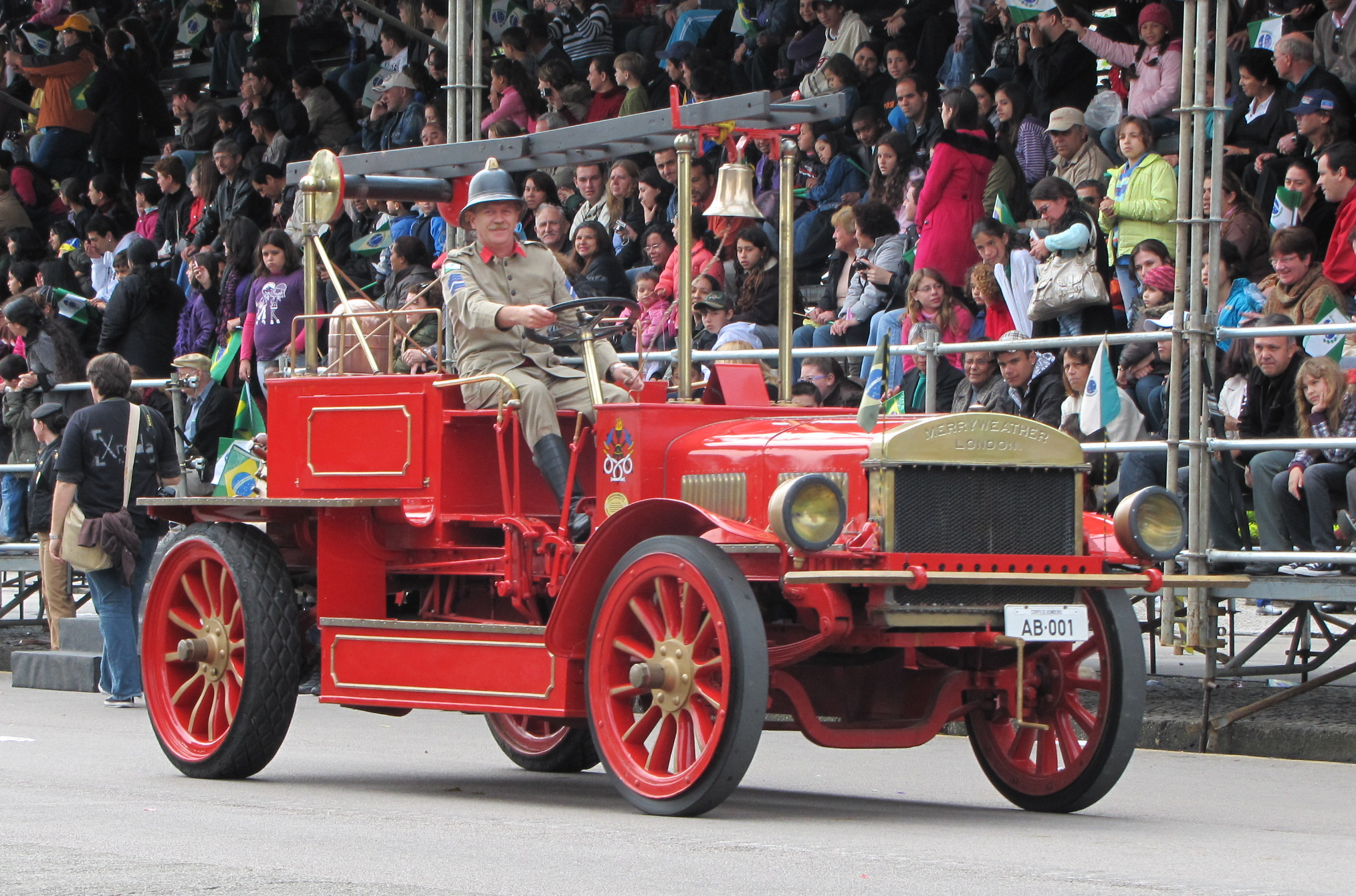
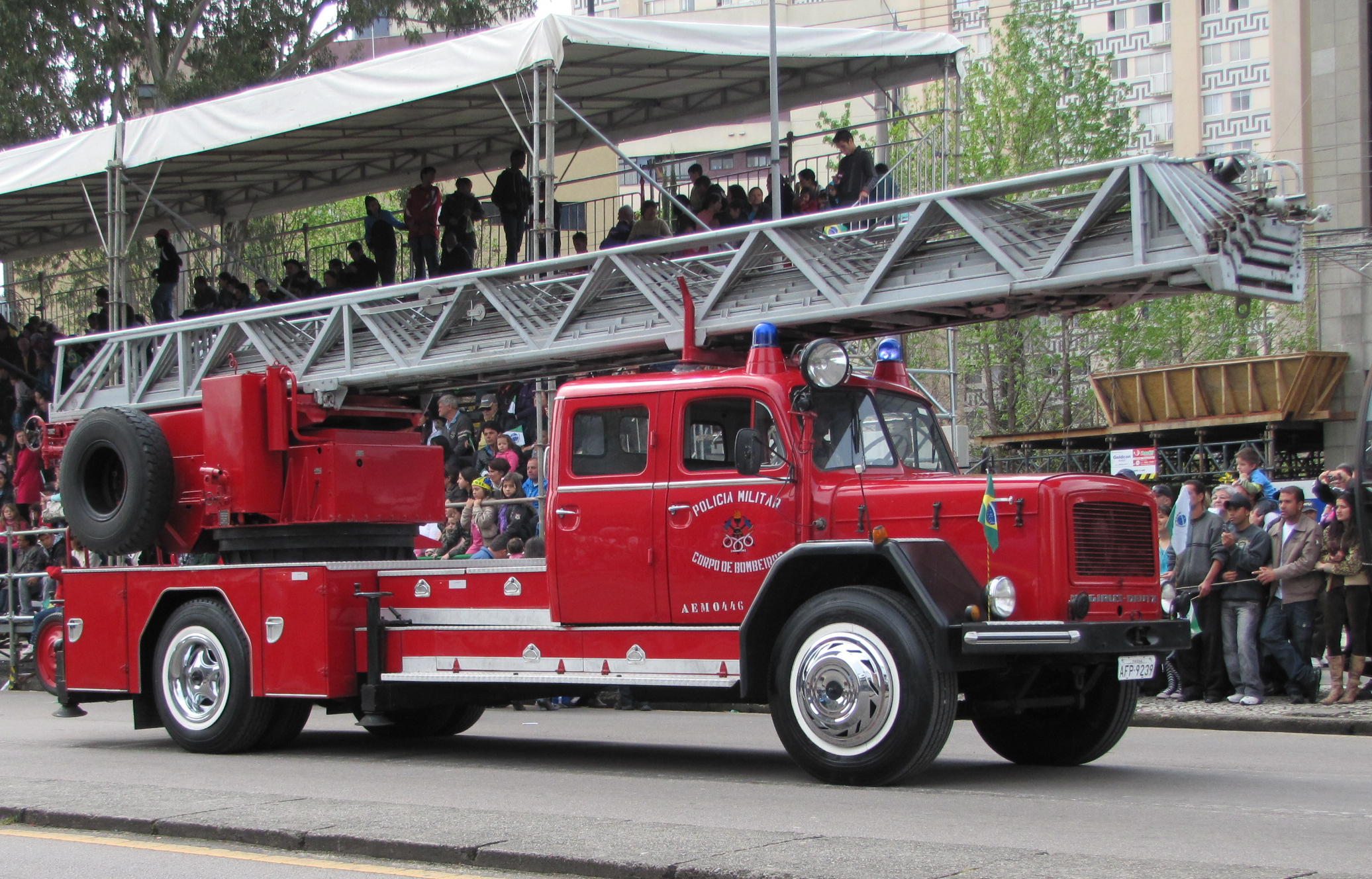
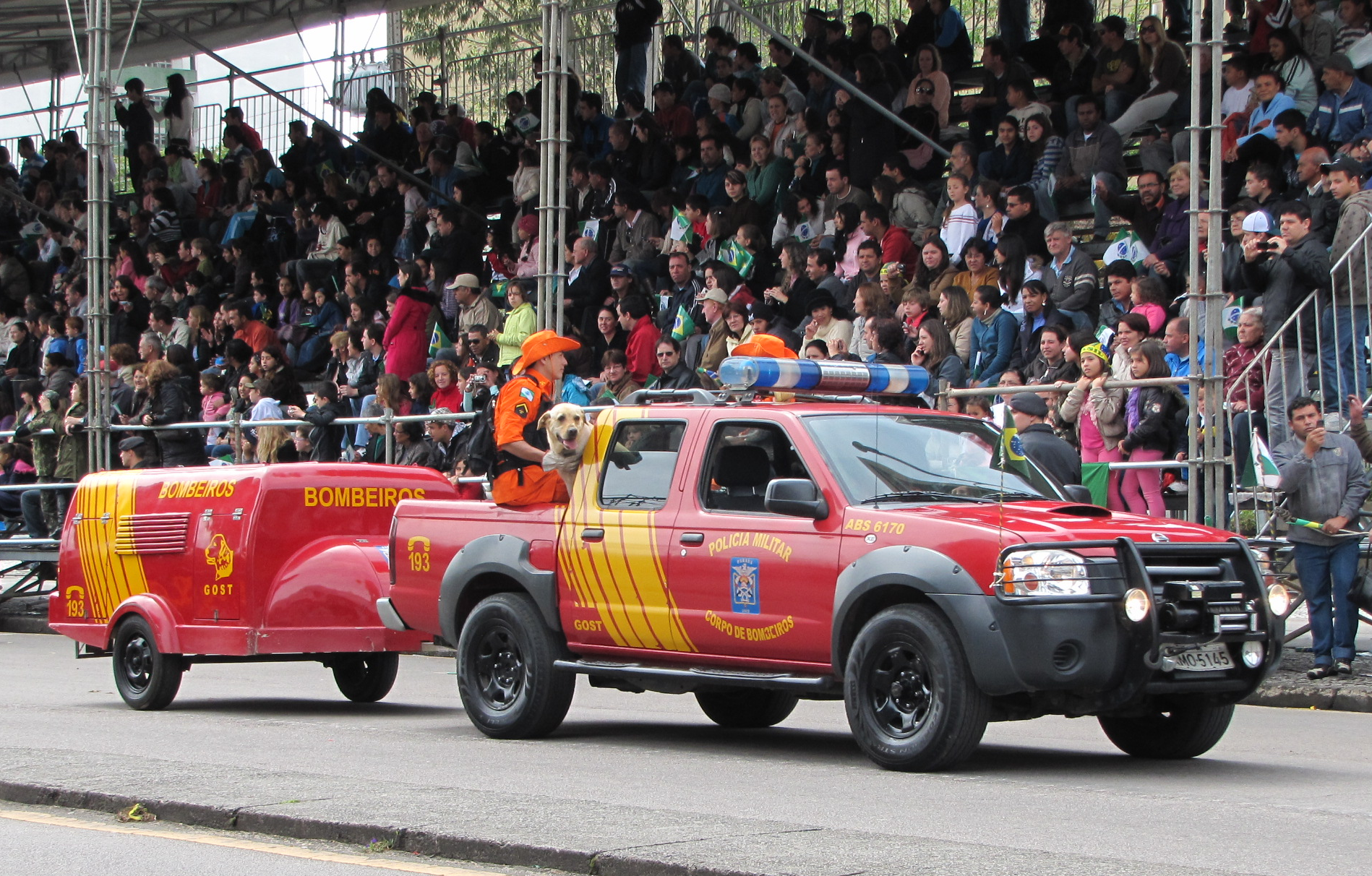
.
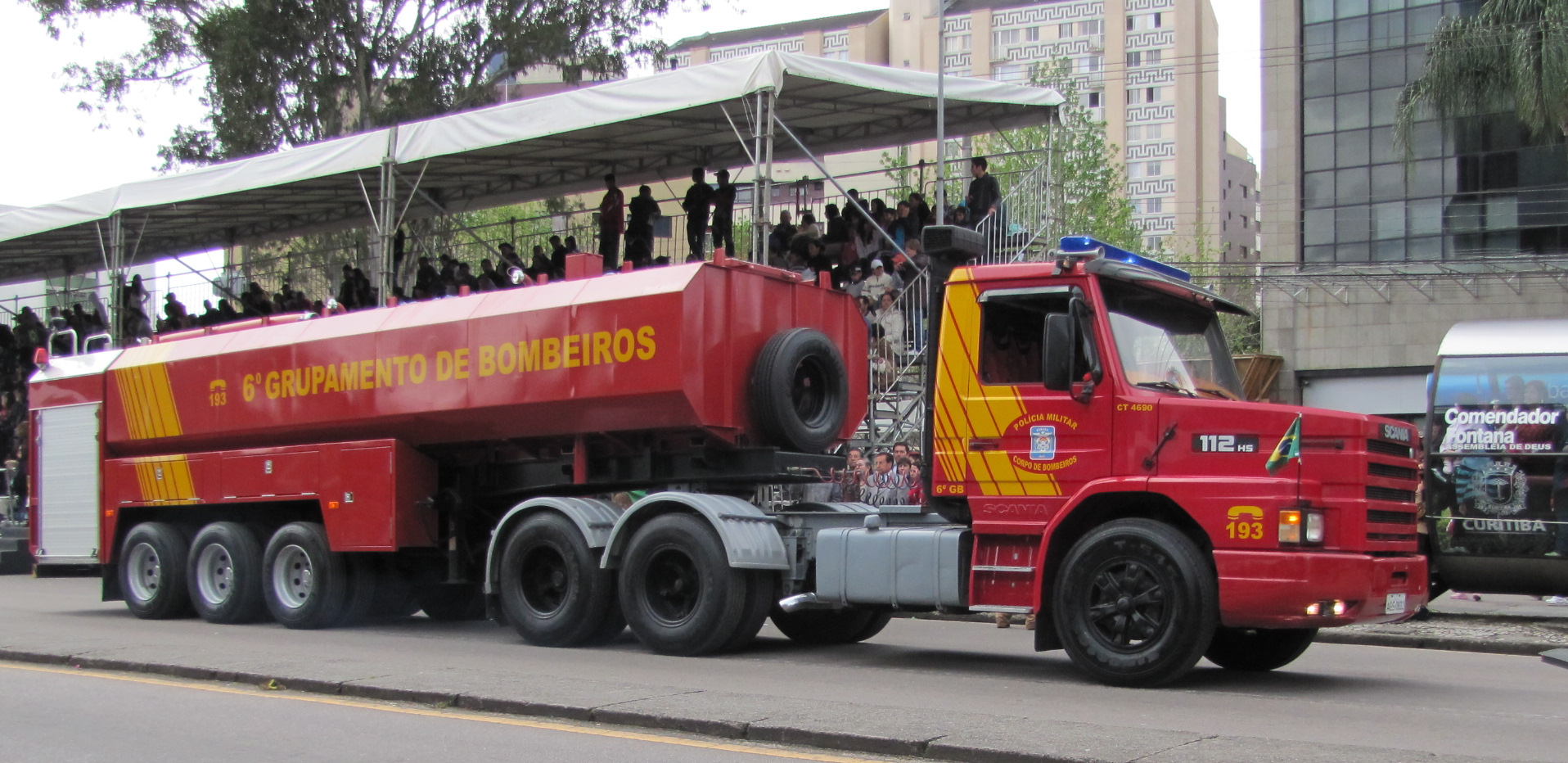
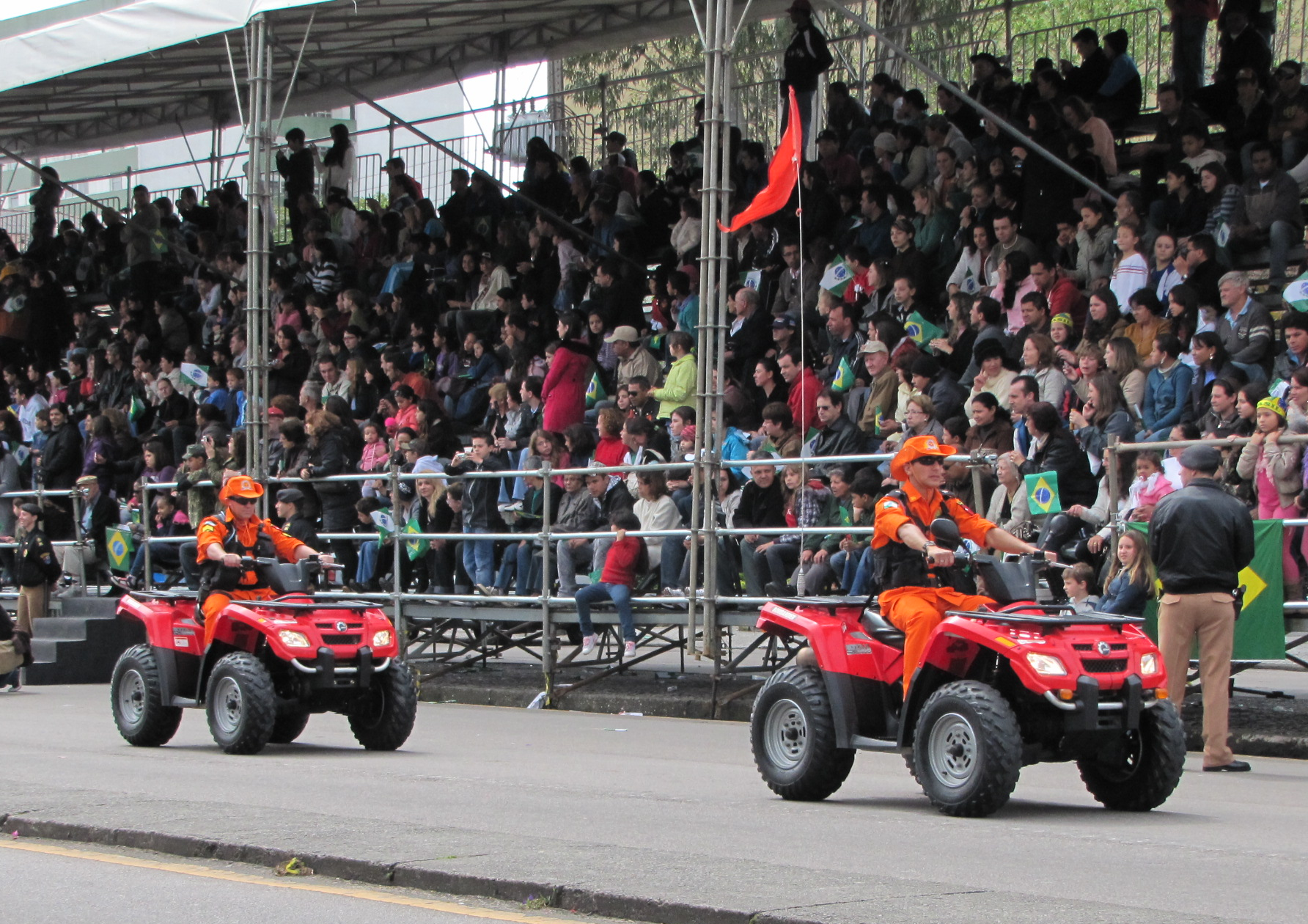
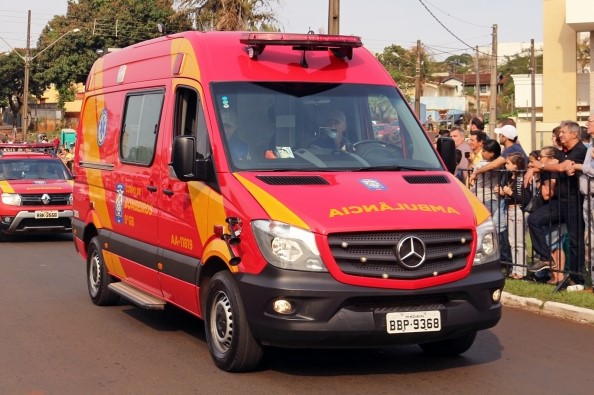
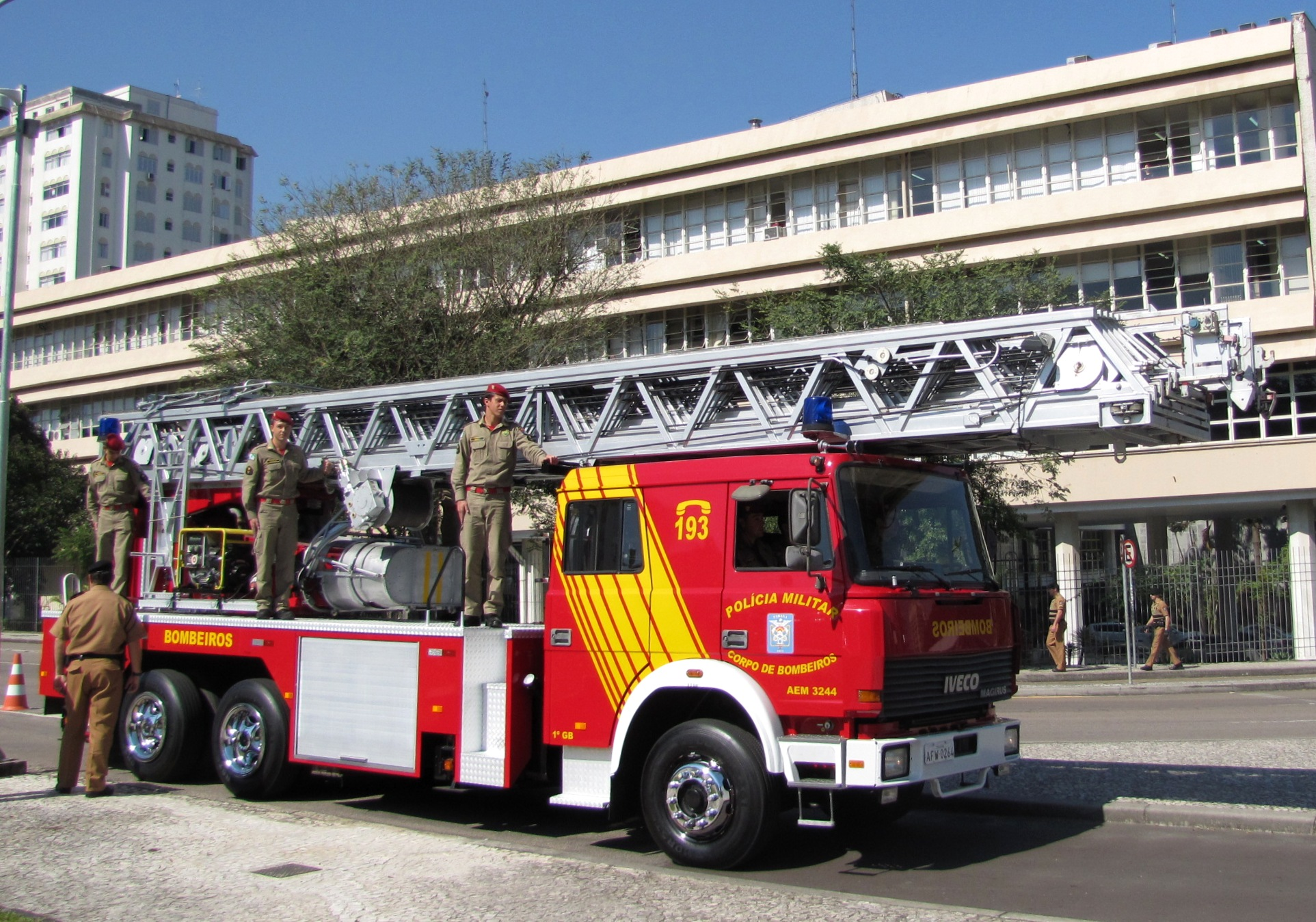
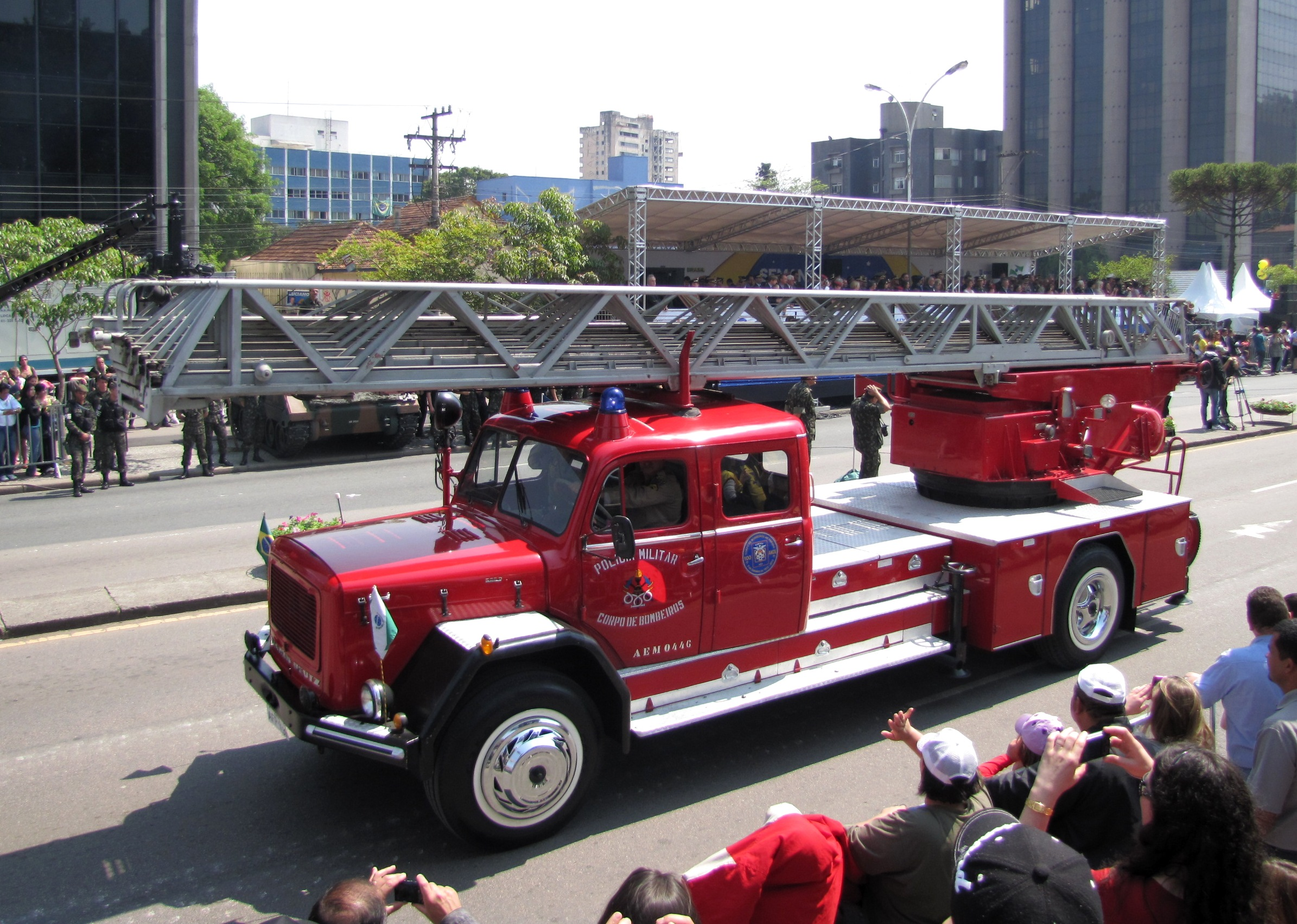
.
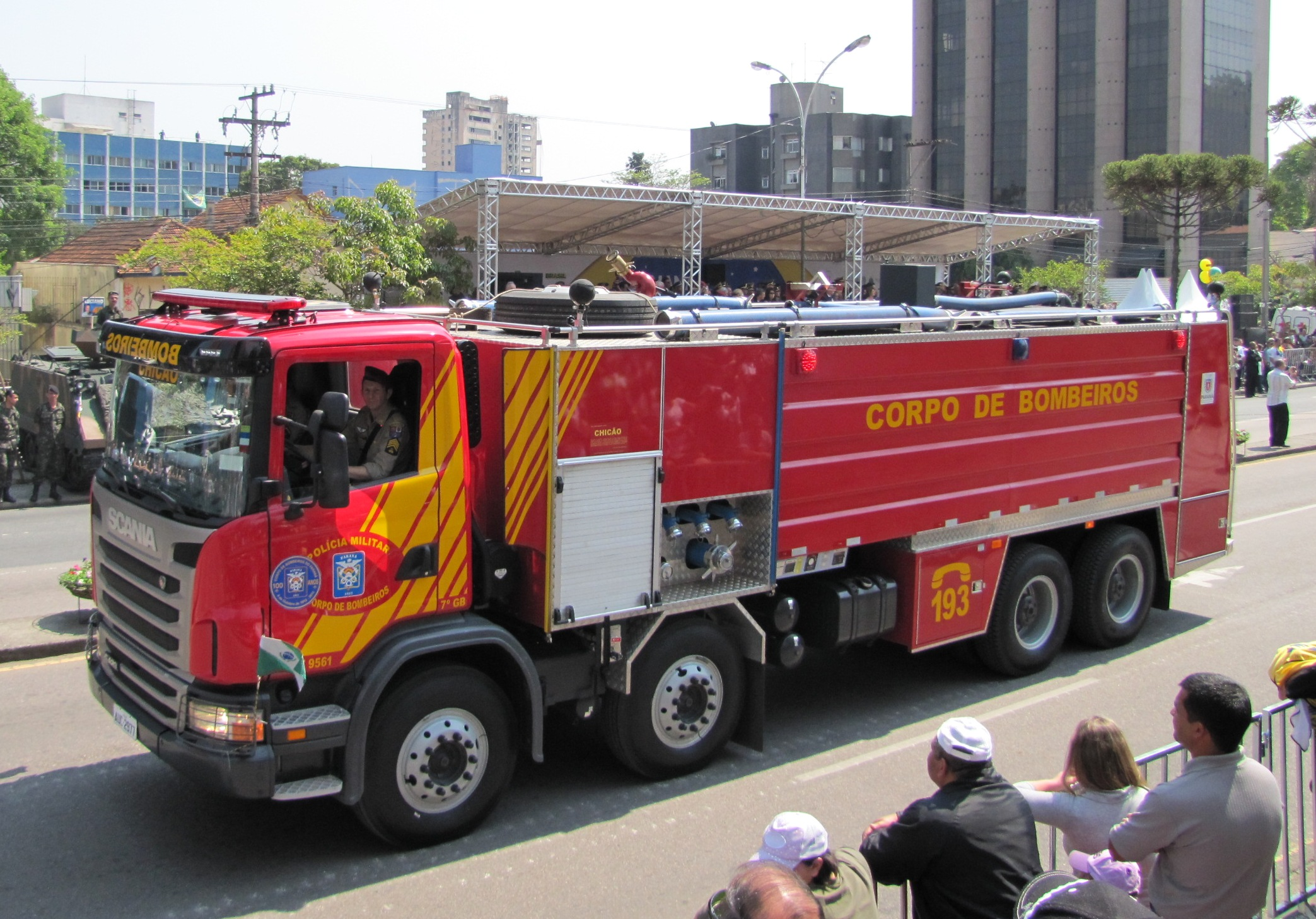
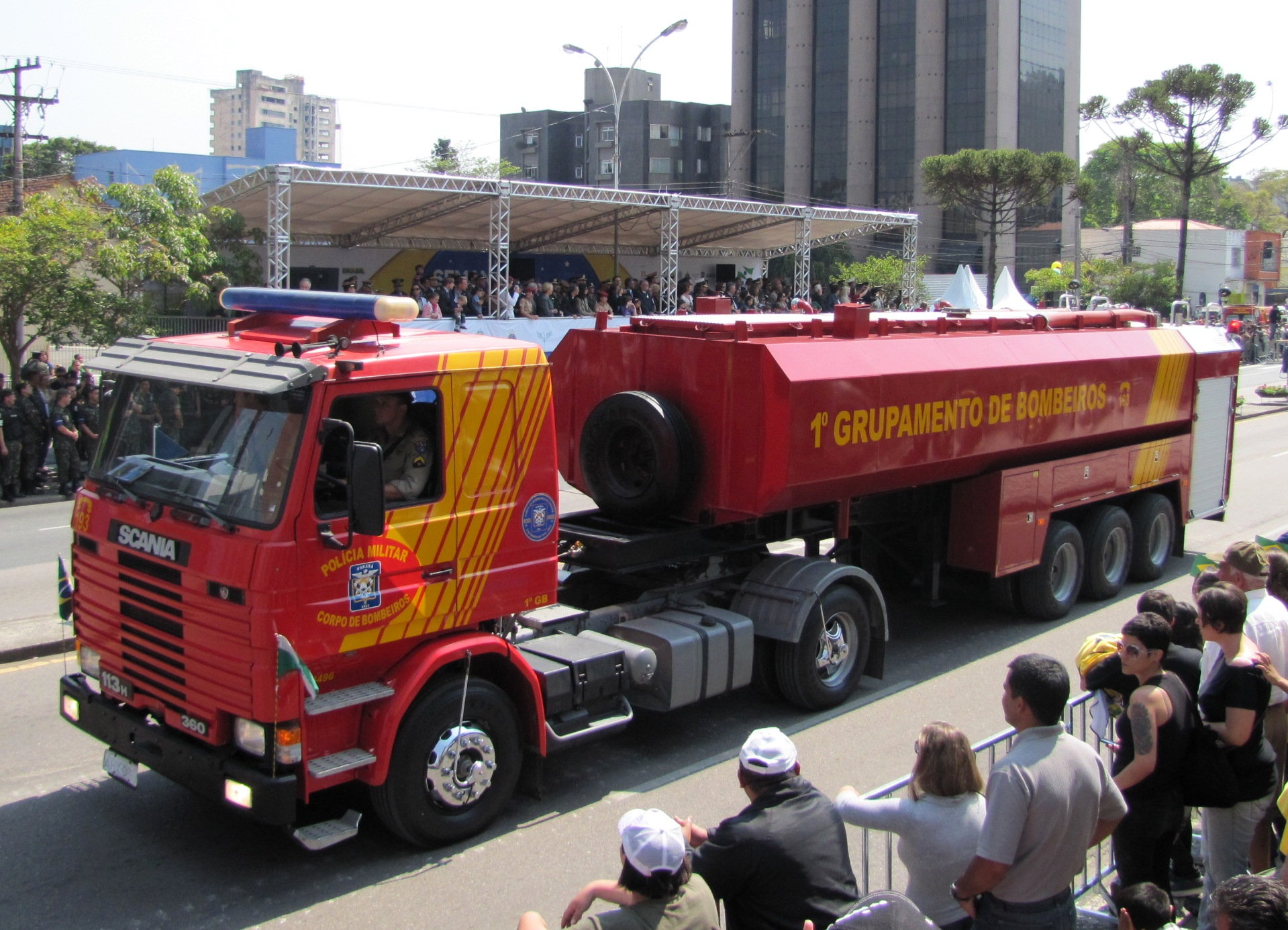
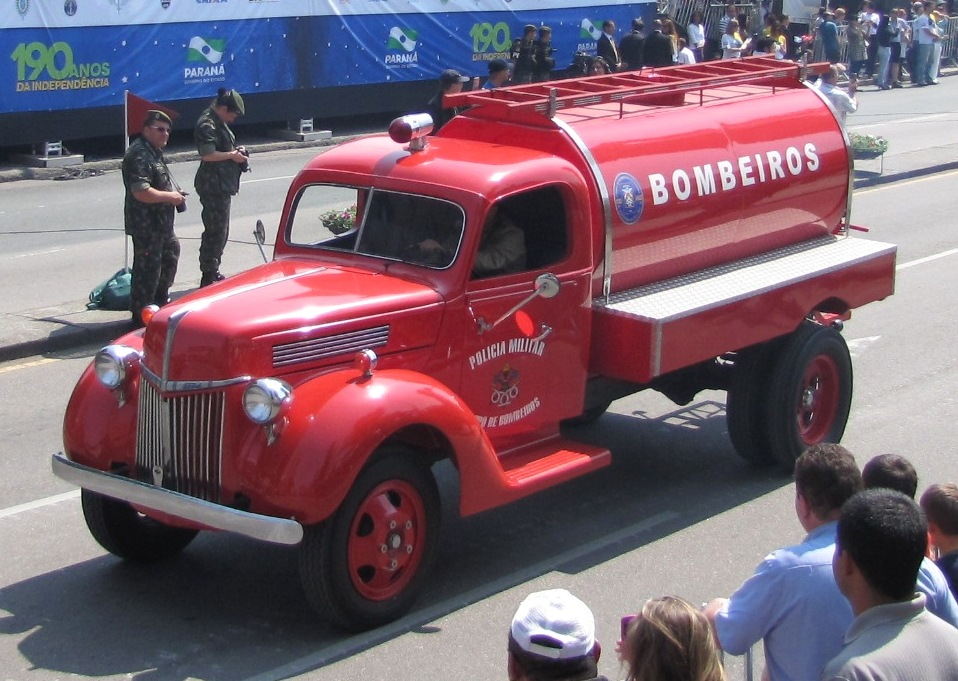
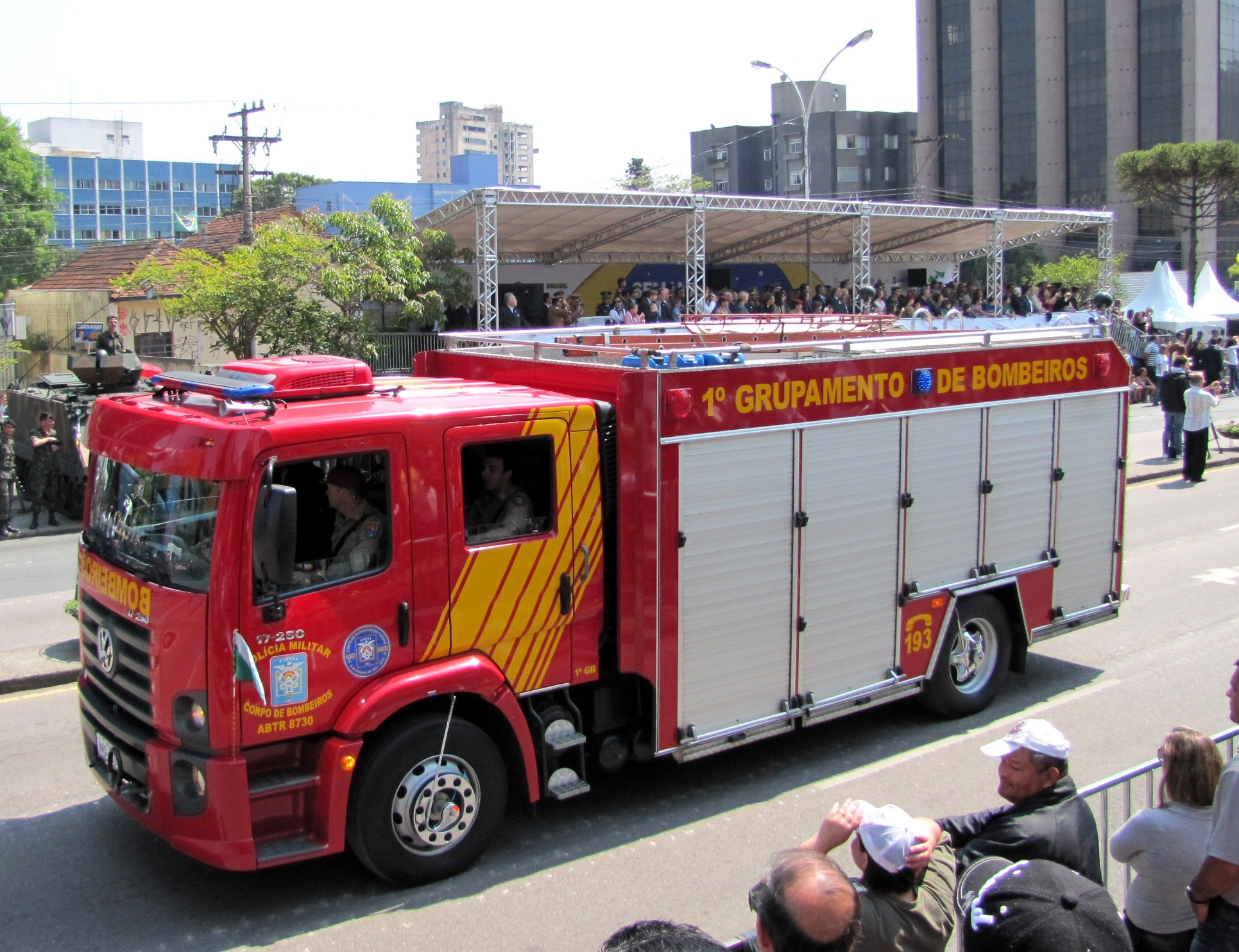

## 制服
从1854年至建立共和国的初期，巴拉那州宪兵穿着深蓝色的制服。1912年，采用了黄褐色的新制服，并一直使用至今。除了不同的徽章外，巴拉那州宪兵消防队也穿着同样的制服。

## 军阶
巴拉那州宪兵军阶的分类与巴西军队相同，只是使用的徽章不同。
| 上校 | 中校 | 少校 | 上尉 | 中尉 | 少尉 | 准尉 | 士官長 |
| ---- | ---- | ---- | ---- | ---- | ---- | ---- | ------ |
|      |      |      |      |      |      |      |        |

| 一级士官 | 二级士官 | 三级士官 | 下士 | 一等兵 |
| -------- | -------- | -------- | ---- | ------ |
|          |          |          |      |        |

## 来源

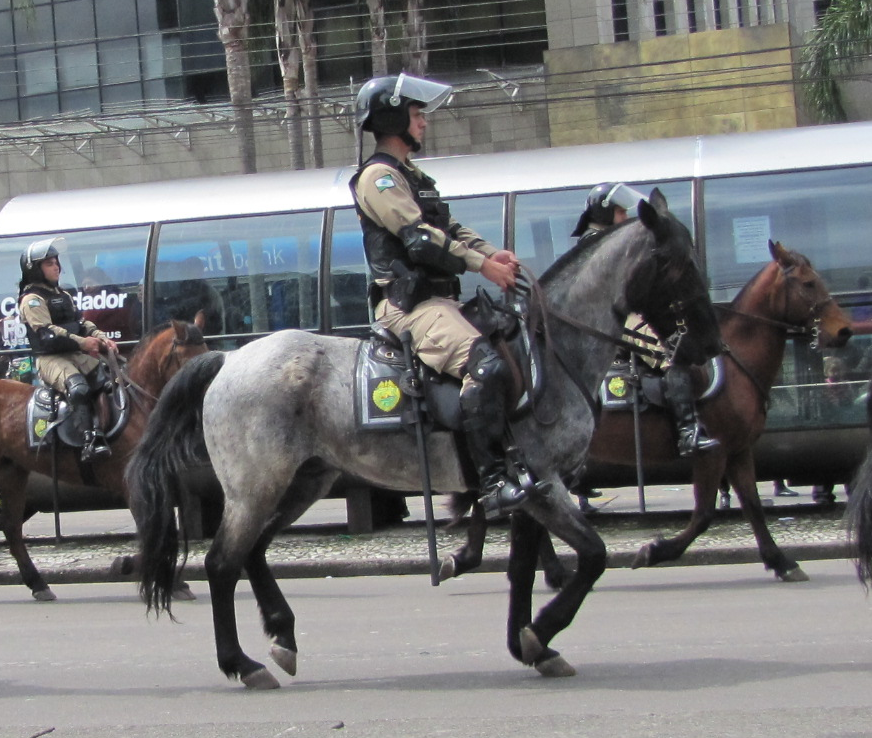
騎警

## 相关條目
- 巴西
- 巴拉那州
- 三国同盟战争

## 外部参考
- Design against crime